# Mühlenstraße 35 (Stralsund)
Das Wohnhaus Mühlenstraße 35 in Stralsund ist ein denkmalgeschütztes Bauwerk in der Mühlenstraße.

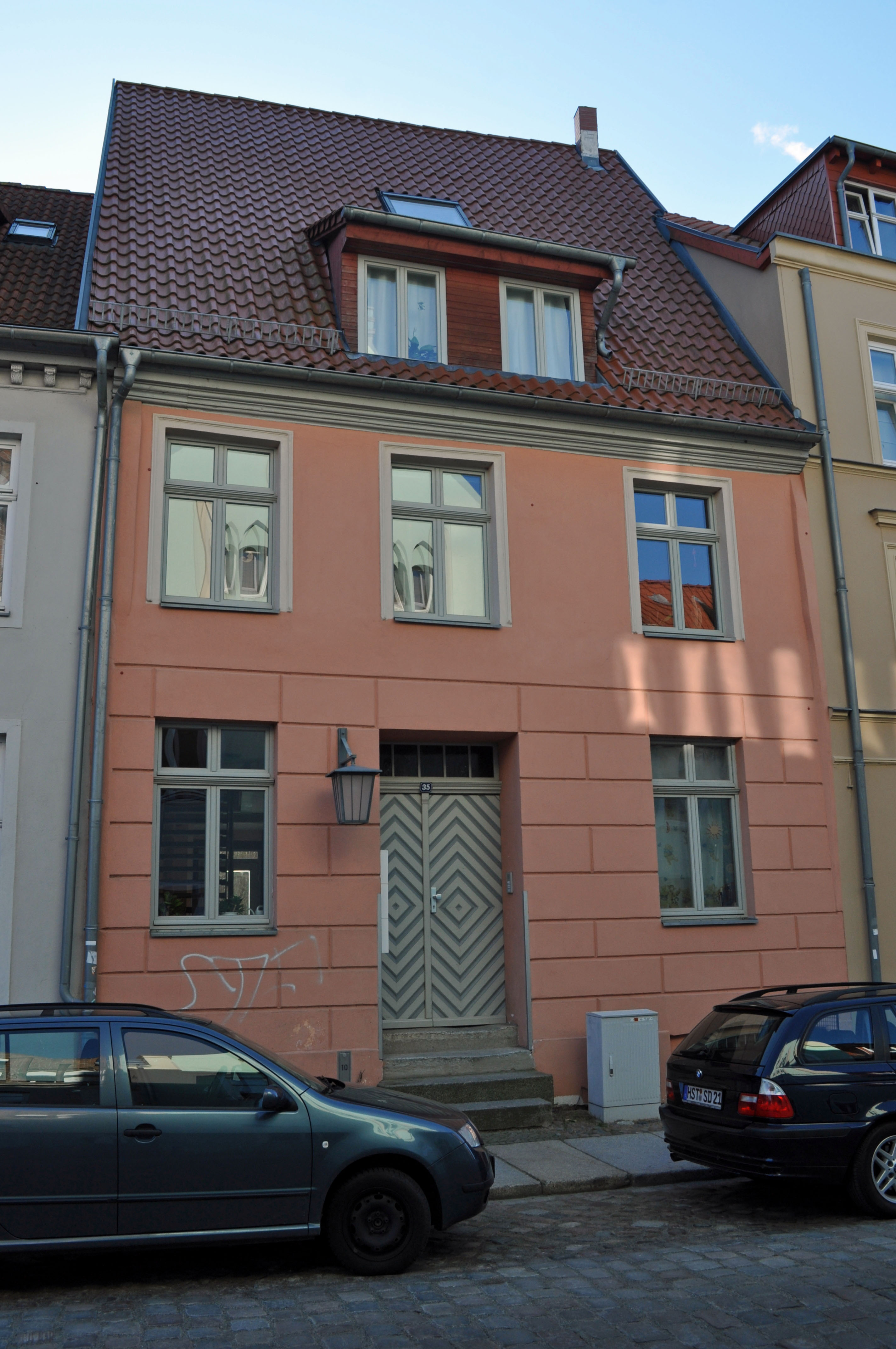
Haus Mühlenstraße 35 in Stralsund (2012)

Das zweigeschossige Traufenhaus wurde Ende des 18. Jahrhunderts errichtet. Das Erdgeschoss schmücken Putzrustika. Die Haustür mit Rautenmuster ist original aus der Bauzeit erhalten.
Das Haus im Kerngebiet des von der UNESCO als Weltkulturerbe anerkannten Stadtgebietes des Kulturgutes „Historische Altstädte Stralsund und Wismar“ ist in die Liste der Baudenkmale in Stralsund eingetragen.